# Мая (притока Алдану)
Мая (якут. Маайа) — річка на Далекому Сході, протікає по території Хабаровського краю та Республіці Саха (Якутія) в Росії. Права притока Алдану. Належить до водного басейну Моря Лаптєвих.

## Географія
Річка утворюється злиттям річок Правої та Лівої Маї, на північно-західних схилах гір Джугджур. У самому верхів'ї, протягом ~20 км тече у південно-східному напрямку, далі повертає на південний-захід, здебільшого протікає в межах Юдомо-Майського нагір'я, після села Нелькан, повертає на північний-захід і навпроти селища Усть-Мая впадає у річку Алдан, з правого її берега, за 845 км від гирла. Довжина — 1053 км (від витоку Лівої Маї — 1089 км), площа басейну — 171 000 км². У верхній і середній течії долина широка заболочена, в низов'ях вужча. Живлення змішане. Повінь з травня по вересень. Замерзає в 2-й половині жовтня, розкривається в травні.
Судноплавна на відрізку 547 км від гирла. У Хабаровському краї розташована ділянка від витоку до гирла р. Юдоми (874 км), решта водотоку знаходиться на території Республіки Саха (Якутія).
У 2-й половині XVII століття по долині Маї йшов шлях із Якутська до узбережжя Охотського моря.

## Гідрологія
Середньорічна витрата води — 1 160 м³/с на метеорологічній станції Чабда (88 км від гирла).
Середньомісячні витрати води в річці (м³/с) на метеостанції Чабда з 1935 по 1999 рік

## Притоки
Мая приймає більше півтори сотні приток, з них 28 довші за 50 км. Найбільші із них (від витоку до гирла):
| Назва притоки | Довжина,(км) | Площа водозбірного басейну,(км²) | Відстань від гирла Майї,(км) | Витрата води,(м³/с) |
| ліві притоки  | ліві притоки | ліві притоки                     | ліві притоки                 | ліві притоки        |
| ------------- | ------------ | -------------------------------- | ---------------------------- | ------------------- |
| Маті          | 167          | 3 530                            | 914                          |                     |
| Нудимі        | 123          | 2 770                            | 822                          |                     |
| Інікан        | 112          | 1 100                            | 776                          |                     |
| Північний Уй  | 233          | 18 200                           | 573                          |                     |
| Батомга       | 246          | 7 830                            | 522                          |                     |
| Маймакан      | 421          | 18 900                           | 479                          |                     |
| Аім           | 110          | 26 500                           | 275                          |                     |
| Чабда         | 164          | 4 700                            | 90                           |                     |
| праві притоки |              |                                  |                              |                     |
| Мурамня       | 128          | 1 130                            | 782                          |                     |
| Лякі          | 152          | 2 540                            | 407                          |                     |
| Інгілі        | 171          | 2 720                            | 355                          |                     |
| Юдома         | 765          | 43 700                           | 179                          | 342 (12 км)         |
| Уу-Юрех       | 142          | 3 940                            | 64                           |                     |

## Населені пункти
Басейн, в тому числі і береги річки малозаселені. На ній розташовано кілька невеликих населених пунктів, це села: Нелькан, Джигда, Аім, Усть-Юдома.